# Castorocauda lutrasimilis
Castorocauda lutrasimilis fou un petit mamaliaforme semiaquàtic que visqué durant el Juràssic mitjà, fa 164 milions d'anys. Se n'han trobat fòssils a les capes de Daohugou (possiblement part de la formació de Jiulongshan de la Mongòlia Interior).
És dels docodonts més notables. Destaca pel fet de ser el mamaliaforme més gros conegut del Juràssic, amb un pes estimat de 500-800 g, així com per les seves adaptacions a un estil de vida semiaquàtic i una dieta piscívora, que desmenteixen l'estereotip que tots els mamaliaformes primitius eren insectívors o omnívors petits i nocturns. A més a més, és el primer mamaliaforme que ofereix proves irrefutables de la presència de pelatge.